# Beni Montresor
Pour les articles homonymes, voir Montresor.
Beni Montresor, né le 31 mars 1926 à Bussolengo (Italie) et mort le 11 octobre 2001 à Vérone (Italie), est un artiste, réalisateur, scénographe, auteur et illustrateur de livres pour enfants italien.
Il a remporté la médaille Caldecott en 1965 pour l'illustration du livre May I Bring a Friend. Le gouvernement italien l'a fait chevalier en 1966 pour sa contribution aux arts.

## Biographie
Beni Montresor fait ses études à l'École d'art de Vérone et à l'Académie des beaux-arts de Venise. Grâce à une bourse, il fréquente le Centro sperimentale di cinematografia de Rome où il collabore avec Federico Fellini. Dans les années 1950, il est costumier et directeur artistique sur une bonne douzaine de films italiens.
Il s'installe à New York en 1960, année qui marque ainsi un tournant dans sa carrière. Il amorce alors de nombreuses collaborations et mises en scène pour les grands scènes lyriques, parmi lesquelles le Metropolitan Opera de New York, le Royal Opera House du Covent Garden de Londres et l'Opéra de Paris.
Le Times de Londres le considère comme « l'un des plus profonds charmeurs de la scène » et le journal français Le Monde comme un « poète visionnaire ». 
En marge de son activité théâtral, Montresor est également illustrateur et auteur de d'ouvrages de littérature d'enfance et de jeunesse, dans lequel il transpose son imagination magique, notamment dans The Witches of Venice (1963), dont il tire lui-même en 1995 un livret pour le ballet Witches of Venice de Philip Glass. 
Dans la seconde partie de sa carrière, il travaille surtout avec des théâtres italiens : La Scala de Milan, le Teatro Carlo-Felice de Gênes, le Teatro Massimo Vittorio Emanuele de Palerme et l'Teatro dell'Opera di Roma. À Vérone, il a plus précisément travaillé à une production du ballet Cendrillon de Prokofiev en 1978 et à une du ballet Giselle d'Adolphe Adam en 1985. En 1991, pour le Théâtre philharmonique de Vérone, il a mis en scène et signé la scénographie d'une production de La Flûte enchantée de Mozart et, pour les Arènes de Vérone, des mises en scène, scénographies et costumes d'une Madame Butterfly de Puccini (1997) et de La Veuve joyeuse (1999).

## Filmographie

### Directeur artistique

#### Cinéma
- 1953 : Cavalcade of Song
- 1958 : Domenica è sempre domenica

### Costumier

#### Cinéma
- 1953 : Les Anges déchus
- 1955 : Cette folle jeunesse
- 1957 : Le Fils du cheik
- 1957 : L'Impossible Isabelle
- 1957 : Les Vampires
- 1957 : Parola di ladro
- 1957 : Pauvres mais beaux
- 1959 : L'Enfer dans la ville
- 1959 : R.P.Z. appelle Berlin

#### Téléfilms
- 1977 : Platée
- 1979 : Nabucco
- 1991 : L'Elisir d'amore

### Réalisateur

#### Cinéma
- 1972 : Pilgrimage
- 1975 : La Messe dorée

### Décorateur

#### Cinéma
- 1953 : Drôles de bobines
- 1954 : Ridere !Ridere !Ridere !
- 1957 : Le Chevalier blanc
- 1957 : Le Moment le plus beau
- 1957 : Les Vampires
- 1958 : Je ne suis plus une enfant (Non sono più guaglione) de Domenico Paolella
- 1958 : Le danger vient de l'espace
- 1958 : Serenatella sciuè sciuè
- 1959 : R.P.Z. appelle Berlin
- 1960 : Il principe fusto de Maurizio Arena
- 1963 : Follie d'estate

#### Téléfilms
- 1977 : Platée
- 1979 : Nabucco
- 1991 : L'Elisir d'amore

### Scénariste

#### Cinéma
- 1972 : Pilgrimage
- 1975 : La Messe dorée

## Récompenses et distinctions
- (en) Beni Montresor: Awards, sur l'Internet Movie Database